# فابريس بارون
فابريس بارون (بالفرنسية: Fabrice Baron)‏ هو لاعب كرة قدم فرنسي في مركز الدفاع، ولد في 1 أغسطس 1974 في دونكيرك في فرنسا. لعب مع نادي كاليه ‏.

## وصلات خارجية
- فابريس بارون على موقع قاعدة بيانات كرة القدم.إي يو (الإنجليزية)